# Filipíny na letních olympijských hrách
Filipíny na letních olympijských hrách startuje od roku 1924. Toto je přehled účastí, medailového zisku a vlajkonošů na dané sportovní události.

## Účast na Letních olympijských hrách
| Dějiště LOH            | LOH      | Vlajkonoš                                         | Zlatá medaile | Stříbrná medaile | Bronzová medaile | Celkem |
| ---------------------- | -------- | ------------------------------------------------- | ------------- | ---------------- | ---------------- | ------ |
| 1924 Paříž             | LOH 1924 | David Nepomuceno                                  |               |                  |                  | 0      |
| 1928 Amsterdam         | LOH 1928 | nikdo                                             |               |                  | 1                | 1      |
| 1932 Los Angeles       | LOH 1932 | nikdo                                             |               |                  | 3                | 3      |
| 1936 Německo           | LOH 1936 | Simeon Toribio                                    |               |                  | 1                | 1      |
| 1948 Londýn            | LOH 1948 | nikdo                                             |               |                  |                  | 0      |
| 1952 Helsinky          | LOH 1952 | nikdo                                             |               |                  |                  | 0      |
| 1956 Melbourne         | LOH 1956 | nikdo                                             |               |                  |                  | 0      |
| 1960 Řím               | LOH 1960 | nikdo                                             |               |                  |                  | 0      |
| 1964 Tokio             | LOH 1964 | Manfredo Alipala                                  |               | 1                |                  | 1      |
| 1968 Ciudad de México  | LOH 1968 | nikdo                                             |               |                  |                  | 0      |
| 1972 Mnichov           | LOH 1972 | Jimmy Mariano                                     |               |                  |                  | 0      |
| 1976 Montréal          | LOH 1976 | nikdo                                             |               |                  |                  | 0      |
| 1980 Moskva            | 1980     |                                                   |               |                  |                  | Ne     |
| 1984 Los Angeles       | LOH 1984 | Isidro del Prado                                  |               |                  |                  | 0      |
| 1988 Soul              | LOH 1988 | nikdo                                             |               |                  | 1                | 1      |
| 1992 Barcelona         | LOH 1992 | nikdo                                             |               |                  | 1                | 1      |
| 1996 Atlanta           | LOH 1996 | Reynaldo Galido                                   |               | 1                |                  | 1      |
| 2000 Sydney            | LOH 2000 | Donald Geisler                                    |               |                  |                  | 0      |
| 2004 Athény            | LOH 2004 | Christopher Camat                                 |               |                  |                  | 0      |
| 2008 Peking            | LOH 2008 | Emmanuel Pacquiao                                 |               |                  |                  | 0      |
| 2012 Londýn            | LOH 2012 | Hidilyn Diazová                                   |               |                  |                  | 0      |
| 2016 Rio de Janeiro    | LOH 2016 | Ian Lariba (zahájení) Kirstie Aloraová (ukončení) |               | 1                |                  | 1      |
| 2020 Tokio             | LOH 2020 | Kiyomi Watanabe Eumir Marcial                     | 1             | 2                | 1                | 4      |
| 2024 Paříž             | LOH 2024 |                                                   |               |                  |                  | x      |
| Celkem                 | 22       |                                                   | 1             | 5                | 8                | 14     |
| Zdroj na Olympedia.org |          |                                                   |               |                  |                  |        |

## Listina medailistů
| Medal            | Sportovec          | LOH            | Sport         |
| ---------------- | ------------------ | -------------- | ------------- |
| Bronzová medaile | Teófilo Yldefonso  | Filipíny (PHI) | 1928 Plavání  |
| Bronzová medaile | Simeon Toribio     | Filipíny (PHI) | 1932 Atletika |
| Bronzová medaile | José Villanueva    | Filipíny (PHI) | 1932 Box      |
| Bronzová medaile | Teófilo Yldefonso  | Filipíny (PHI) | 1932 Plavání  |
| Bronzová medaile | Miguel White       | Filipíny (PHI) | 1936 Atletika |
| Stříbrná medaile | Anthony Villanueva | Filipíny (PHI) | 1964 Box      |
| Bronzová medaile | Leopoldo Serantes  | Filipíny (PHI) | 1988 Box      |
| Bronzová medaile | Roel Velasco       | Filipíny (PHI) | 1992 Box      |
| Stříbrná medaile | Mansueto Velasco   | Filipíny (PHI) | 1996 Box      |